# Мавзолей Шаха Ниматуллы Вали
Мавзолей Шаха Ниматуллы Вали (перс. آرامگاه شاه نعمت الله ولی‎) — архитектурный комплекс, относящийся к эпохе Сефевидов и расположенный в городе Махан провинции Керман. 6 января 1932 года этот памятник архитектуры был занесен в список объектов национального наследия Ирана.
Шах Ниматулла Вали умер в городе Кермане в 832 или, по другим сведениям, 834 году по лунной хиджре (что соответствует 1428 или 1430 году по григорианскому календарю) и был похоронен в одном из садов Махана. Первоначальной основой мавзолея была отдельно стоящая купольная конструкция, построенная в 840 году по лунной хиджре (1436 году по григорианскому календарю) по распоряжению Шихаб ад-Дина Ахмада Вали-шаха I, султана Деккана. Постепенно эта конструкция разрослась до архитектурного комплекса.

## Архитектура
Данный комплекс, площадь которого сегодня составляет 32000 м², вырос из одиночного строения, чей величественный купол возвышался над четырехугольным внутренним пространством большого сада. В последующие эпохи рядом с этим сооружением были возведены другие постройки. Историческое здание гробницы Шаха Ниматуллы Вали, площади и крытые галереи вокруг него протянулись почти на 6000 м². В архитектурном облике здания нашло отражение смешение стилей последних шести столетий.
Наибольшее развитие данный комплекс получил в эпоху правления Каджаров, когда его архитектором был мастер Камаль ад-Дин Хосейн, а новатором — Бакташ Хан.
После землетрясения, произошедшего 28 июня 1981 года в провинции Керман, обрушился фрагмент верхней части купола гробницы, и в куполе возникли трещины, по причине чего он подвергся реконструкции, которая была осуществлена Организацией по культурному наследию, народным промыслам и туризму Ирана.
Данный комплекс возводился в течение последних шести веков, поэтому он служит прекрасным образцом, показывающим смену архитектурных стилей в Иране. Декоративные элементы комплекса включают в себя облицовку изразцами, а также украшение росписью и лепниной.

## Музей
В верхней части крытого входа в мавзолей располагается музей Шаха Ниматуллы, в северном крыле которого находится книжный магазин, а в юго-восточном — могила Амира Низама Гарруси, выдающегося дипломата и литератора эпохи правления династии Каджаров.
В музее мавзолея Шаха Ниматуллы Вали хранятся драгоценные экспонаты, среди которых, в том числе, находятся кашкули (чаши для подаяния), украшенные каллиграфическими надписями и рисунками, табарзины (дервишские топорики) и мечи, осыпанные драгоценными камнями и имеющие кожаные чехлы, разнообразные щиты из кожи носорога и стали, рукописные, литографические и печатные издания редких книг, образцы старинных пропусков, ткани ручной работы, шали, фарфоровая и хрустальная посуда.

## Биография Шаха Ниматуллы Вали
Шах Ниматулла — поэт и мистик, чье имя связывают с городом Махан провинции Керман. Его отец был арабом, а мать — иранкой. Свой путь в мистицизм он начал в пятилетнем возрасте. Будучи современником Хафиза, он также оставил после себя богатое поэтическое наследие.
Этот великий мистик с детства проявил удивительный талант в познании мудрости и раскрытии сути явлений. Кроме того, будучи еще ребенком, он запомнил наизусть Коран. После вхождения в сферу мистицизма, отказа от внимания к внешнему и, напротив, проявления внимания к внутреннему и сокровенному, он сумел обрести мудрость.
В поисках истины Шах Ниматулла провел годы в многочисленных путешествиях, и где бы ни находились признаки человеческого величия и достоинства, он непременно спешил туда, пока, наконец, в возрасте 24 лет не нашел в Мекке своего духовного наставника — Шейха Абдуллу Рафии — и стал его учеником.
После этого Шах Ниматулла совершил поездки в Египет и Мавераннахр и на некоторое время поселился в городе Шахрисабз, расположенном недалеко от Самарканда. Во время путешествий мистика произошла его встреча с Тамерланом.
Из Шахрисабза Шах Ниматулла отправляется в Герат, затем в Мешхад и Керман, а оттуда — в Махан, где проводит около 25 последних лет жизни. В период проживания мистика в Махане слава о нем достигает даже отдаленных уголков Ирана и Индии, поэтому множество желающих посетить его приезжает в этот город.
Шихаб ад-Дин Ахмад Вали-шах I, султан Деккана из династии Бахмани, попросил учеников мистика, чтобы они воодушевили его на поездку в Индию. Шах Ниматулла послал в Индию своего внука Шаха Халильуллу, тем самым подготовив почву для переноса суфийского ордена Ниматуллахи на Деканское плоскогорье.